# Salon de Bruxelles de 1878
Le Salon de Bruxelles de 1878 est la vingt-quatrième édition du Salon de Bruxelles, exposition périodique d'œuvres d'artistes vivants. Il a lieu en 1878, du 5 septembre au 3 novembre dans un vaste immeuble situé entre l'avenue du Midi et le boulevard du Hainaut.
Ce Salon est le seizième organisé depuis l'Indépendance de la Belgique en 1831. Les récompenses sont remises sous forme de médailles d'or. Le gouvernement et le roi Léopold II procèdent à des achats. 
Le Salon de 1878 se tient, alors que l'Exposition universelle de Paris est toujours ouverte. Pour la dernière fois, le Salon a lieu dans un endroit provisoire, avant son organisation aux nouveaux musées royaux des Beaux-Arts de Bruxelles à partir de 1881.

## Organisation
Pour chaque exposition, les dates et l'organisation générale sont fixées par arrêté royal, sur proposition du ministre responsable. La commission directrice de l'exposition est ensuite nommée par arrêté ministériel, le règlement de l'exposition est également fixé par arrêté ministériel. Chaque Salon est donc géré par une commission directrice distincte.

## Contexte
Ce Salon est le seizième organisé depuis l'Indépendance de la Belgique en 1831. L'exposition de 1878 débute le 5 septembre. Le roi Léopold II et la reine Marie-Henriette assistent à l'ouverture solennelle du Salon. 
L'exposition a lieu, pour la première et unique fois, dans un vaste immeuble situé entre l'avenue du Midi et le boulevard du Hainaut et éloigné du centre de la ville, que le public appelle ironiquement « marché-bazar du temple ». Pour la dernière fois, le Salon a lieu dans un endroit provisoire, avant son organisation aux nouveaux musées royaux des Beaux-Arts de Bruxelles en 1881.
Le Salon de 1878 se tient, alors que l'Exposition universelle de Paris a débuté le 1er mai pour se terminer le 31 octobre 1878. De nombreux envois ont eu lieu de Belgique vers Paris et de nombreux artistes français et allemands participent à l'exposition de Bruxelles. Les artistes belges se préparent déjà pour l'ouverture de l'Exposition nationale célébrant le cinquantenaire de l'indépendance belge en 1880.

## Catalogue

### Données générales
Alors que le Salon de 1875 comprenait plus de 1850 numéros, l'édition de 1878 en propose 1436 réalisés par 906 artistes, dont 1078 peintures à l'huile et 140 sculptures et médailles. Le bâtiment étant d'une superficie moins importante que le lieu de l'exposition de 1875, et offrant 400 m de rampes en moins, chaque peintre n'a pu envoyer que deux toiles au lieu de trois. Quelques tableaux en provenance de l'étranger n'ont pu être accrochés comme la commission directrice l'aurait souhaité, mais ils sont arrivés bien au-delà des délais impartis. Douze salles sont réservées à la peinture, une à la sculpture et une autre aux dessins, gravures et plans.

### Peinture

#### Quelques toiles phares
Le correspondant pour le Salon du journal L'Indépendance belge remarque d'emblée quelques toiles attirant l'attention : La Mort de Marie de Bourgogne par Camille Van Camp, Les Conscrits par Charles Hermans, Un marécage en Campine par Joseph Coosemans, Épisode de la guerre des paysans par Constantin Meunier, Pêcheurs de Coxyde par Félix Cogen, Une Merveilleuse de Jules-Adolphe Goupil, Le Soir de Marie Collart-Henrotin, ou encore La Famille Dubourg par Henri Fantin-Latour.

#### Tonalité générale
Dans son feuilleton hebdomadaire, L'Indépendance belge s'avère très critique en général, estimant élevé le nombre de sujets insignifiants et d'idées saugrenues présents dans les salles cette année. À ses yeux seul un tiers des objets exposés offre aux amateurs le moyens de les satisfaire. Pourtant ces derniers se contentent de peu en fait de sujets quand la peinture est bonne et ne demandent pas des histoires compliquées, des drames à grand spectacle, des théories philosophiques mises en action. Un simple épisode de la vie suffit si le peintre a su y mettre un peu d'esprit et du sentiment, tel Un concours de sculpture du tournaisien Louis Pion, l'un des tableaux les moins tapageurs de l'exposition, mais marqué du cachet d'une franche originalité.

#### Scènes de genre

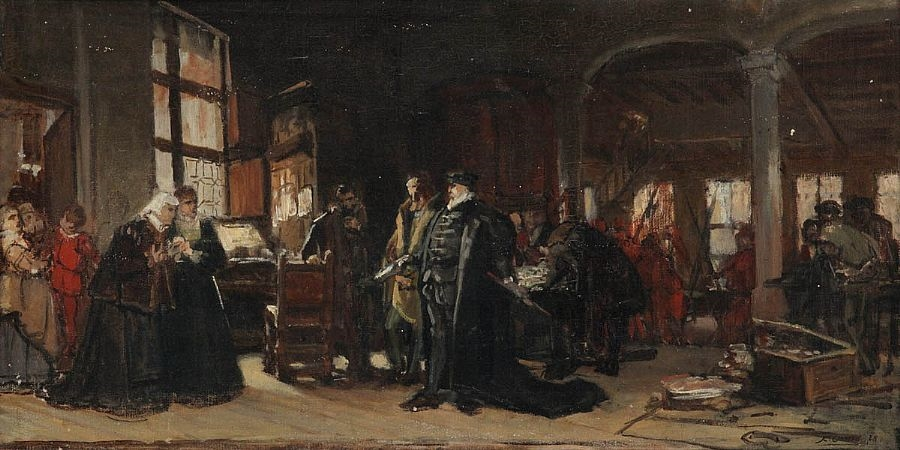
Une Perquisition judiciaire faite en 1562 chez l'imprimeur Christophe Plantin de Karel Ooms.

Les peintres allemands sont chercheurs et producteurs de sujets, aussi bien dans le genre familier que dans le genre historique et poétique, comme le Paiement de l'impôt de Hugo Oehmichen prouvant que les peintres de Düsseldorf ont beaucoup progressé en tant que coloristes et praticiens. Les Anversois ont cessé de pasticher Henri Leys, mais en conservant le culte des traditions locales exprimées par exemple dans Une perquisition judiciaire faite en 1562 chez l'imprimeur Christophe Plantin de Karel Ooms qui dans un intérieur encombré de livres et de papiers s'est vraiment imposé comme coloriste et luminariste. Les annales d'Anvers ont également fourni le sujet d'un tableau supérieur, La Distribution des Roses, de Pierre Jean Van der Ouderaa. Parmi les tableaux qui ont du sens, Le Contrat de mariage de Franz Meerts présente des types vrais, bien mis en scène et témoins de l'esprit d'observation de l'artiste. La Femme à la mouette de Jules Breton, habituellement peintre des faneuses et des glaneuses, passant pour quasi-réaliste, est une toile énergique.

#### Paysage, marine et nature morte
Parmi les paysagistes, Martin Léonce Chabry a beaucoup progressé. Sa Vue du pic de Clarabide dans les Hautes-Pyrénées est d'une tonalité puissante et traitée dans une grande manière. Le site a un caractère d'âpreté sauvage fait pour tenter un peintre enclin à se laisser impressionner par les spectacles vraiment émouvants de la nature et habile à en donner des impressions exactes. Autant les sites de paysages de Martin Chabry sont sévères, autant est riant celui de Village en Artois d'Émile Breton : un chemin dans l'ombre égayé par de vifs rayons de soleil qui glissent entre les arbres offre une œuvre attrayante. Karl Daubigny expose deux œuvres très différentes : Honfleur, un très grand paysage dont les masses d'un vert sombre se découpent sur un ciel orangé du soir, effet recherché où il y a plus d'intention et de convention que de nature ; quant à la Pêcherie à Dieppe, cette esquisse est de grand mérite. Tout y est vrai et d'une facture excellente. Joseph Coosemans vise aujourd'hui à l'extraordinaire. Son Chemin sablonneux est moins vrai que ses œuvres antérieures. Adrien-Joseph Heymans demeure fidèle à la nature qu'il aime et progresse constamment. Son Coin de bruyère éclairé par un jour matinal est d'un ton très fin et très juste. D'autres artistes exposent des paysages, tels les Anversois Gustave Van Hoorde Matinée d'automne, Jan Stobbaerts Les Flamants et des marines, tel l'Ostendais Auguste Musin Bassins d'Ostende. Au point de vue des natures mortes et des fleurs, Louise Desbordes et Henri Robbe exposent leurs toiles.
Ce qui distingue avant tout les peintres de marines est la monotonie de leurs compositions. La seule variante qu'ils se permettent le plus souvent est de mettre à droite ce qui était à gauche dans leur précédent tableau, et l'inverse. Hendrik Willem Mesdag a osé davantage : Prêt à lever l'ancre est une innovation. Deux barques de pêcheurs à Scheveningue sont sur le point de prendre la mer à la marée montante, elles se balancent bord à bord, prêtes à gagner le large dès qu'elles auront hissé leur voile. Elles sont superbes ces barques jumelles ; les vagues qui les soulèvent donnent l'illusion du mouvement ; le plein air et la pleine lumière seraient difficilement mieux exprimés, le ciel est fin, léger, profond.

### Galerie de tableaux exposés au Salon de Bruxelles de 1878

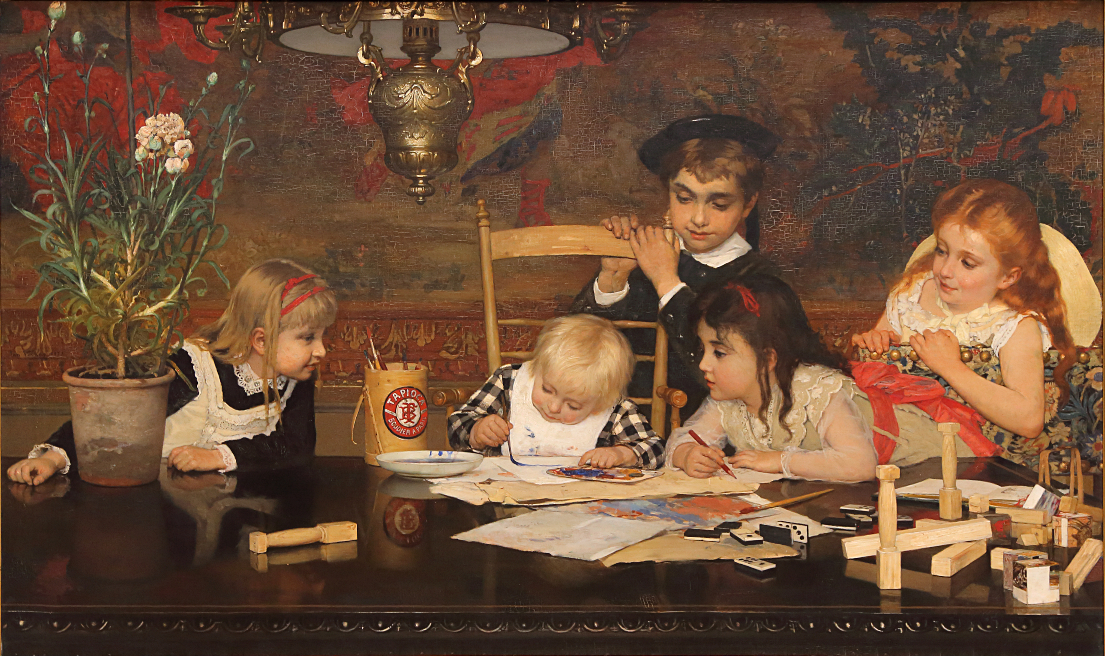
Jan Verhas, Le Maître peintre (1877).
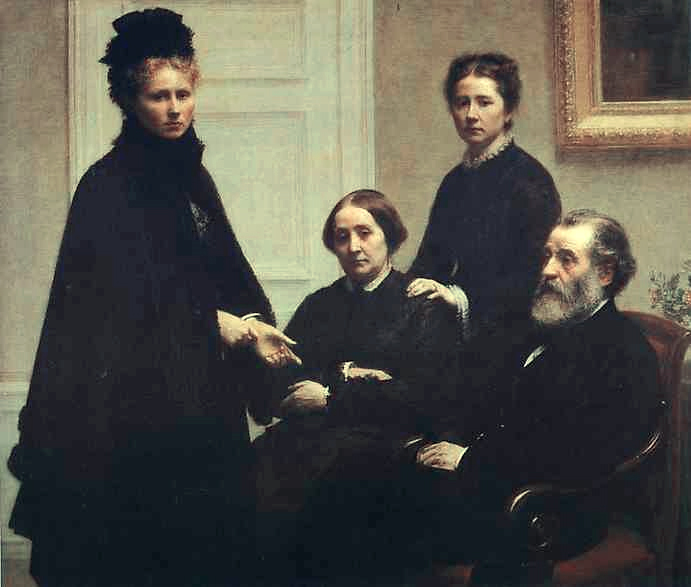
Henri Fantin-Latour, La Famille Dubourg (1878).
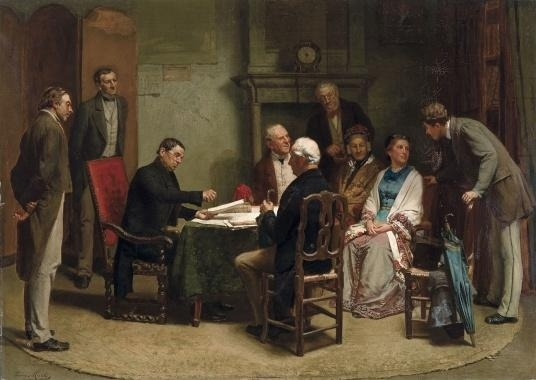
Franz Meerts, Le Contrat de mariage (1878).
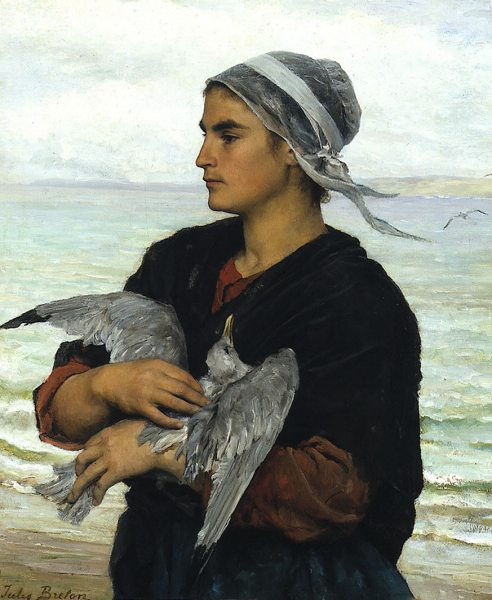
Jules Breton, La Femme à la mouette (1878).

### Sculpture

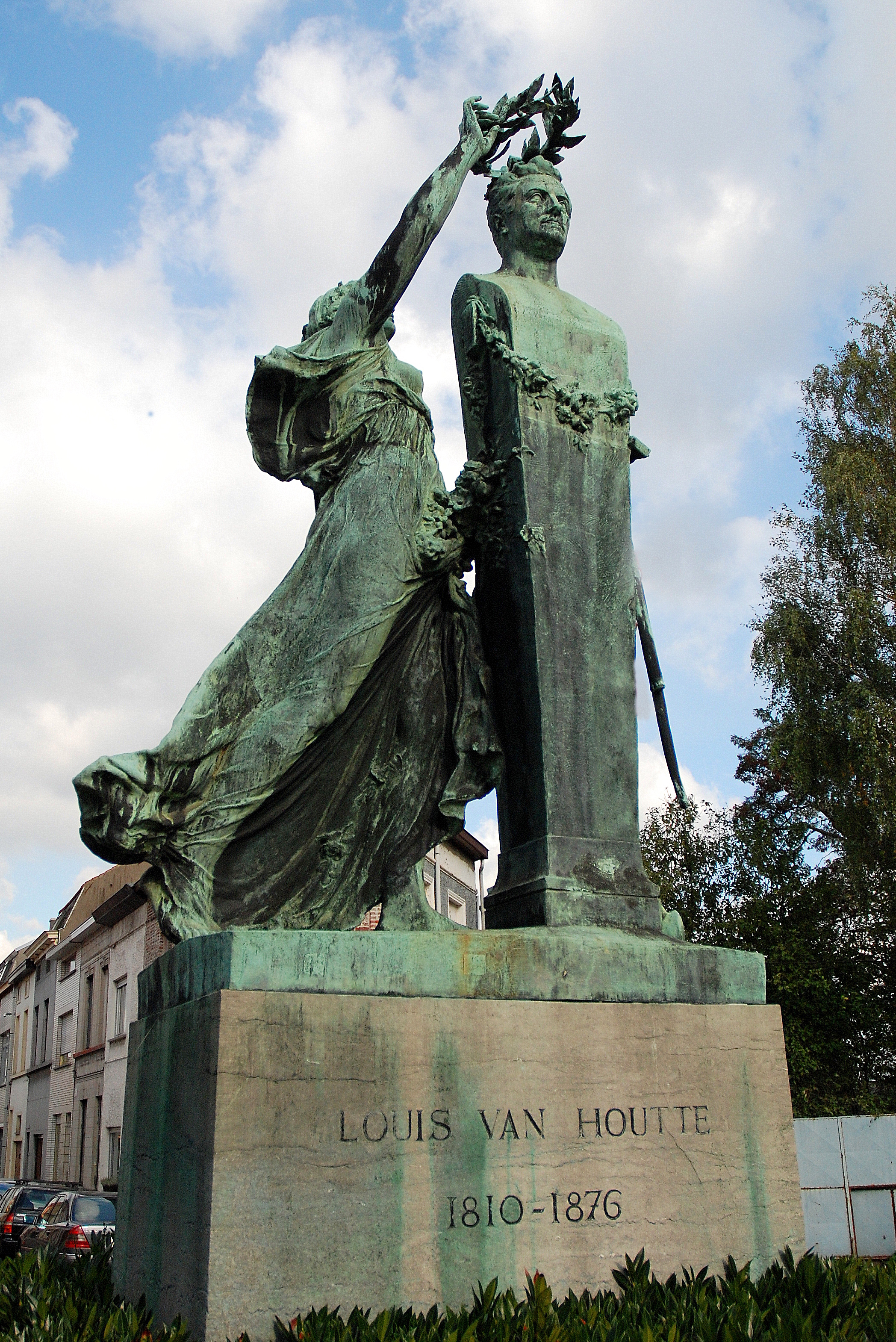
Monument de Louis Van Houtte par Paul De Vigne, érigé à Gentbrugge.

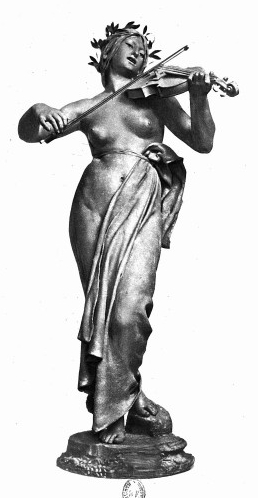
La Musique d'Eugène Delaplanche.

Selon le Journal de Bruxelles, si le groupement des sculptures dans une salle intermédiaire, permettant aux visiteurs de s'arrêter devant les œuvres de la statuaire nationale, seules trois ou quatre productions se distinguent parmi les quelques cent cinquante statues, bustes et médaillons d'une pauvreté remarquable. Quelques statuettes grâcieuses du défunt Jean-Baptiste Madou, de Cyprien Godebski ou de Léopold Wiener exposées dans les salles de peintures méritent une citation. Le plâtre du monument à ériger à Gentbrugge en mémoire de l'horticulteur Louis Van Houtte par Paul De Vigne se présente sous la forme d'un buste que couronne une renommée et juché sur un terme. L'idée est heureuse et appropriée à l'art décoratif des jardins, mais cette renommée qui se hisse est bien longue et ses jambes n'en finissent pas. 
Le Léonidas de Georges Geefs est la meilleure statue exposée, c'est de l'art sérieux et viril : le guerrier spartiate est doué d'un mouvement, d'une énergie superbe en excitant ses troupes au combat. Un Réveil de Frans Deckers est consciencieux, mais son Rubens est un plâtre à la fois faux et joli. Le David armant sa fronde d'Antoine Nelson est juste et bien posé. Encore un peu jeune, ce plâtre se distingue par un coup de ciseau carré, ennemi du maniéré et des rondeurs convenues. Hérodiade d'Albert Desenfans est sobrement traité et les ondulations du corps et des draperies sont vraies et dénuées d'effort. 
Le quotidien L'Indépendance belge partage l'avis de son confrère au sujet du Léonidas de Georges Geefs qu'il estime être une figure très mâle et très énergique, à la tête expressive. Le journal émet les mêmes réserves que son confrère au sujet du plâtre dédié à Louis Van Houtte, estimant le monument disproportionné en raison de son buste posé de façon très gauche au sommet d'un terme d'une élévation démesurée. Quant à La Musique d'Eugène Delaplanche, le critique la juge comme un spécimen de la belle école de sculpture française, première en Europe. Cette figure est empreinte à la fois d'un sentiment si poétique et si vrai, robuste en même temps qu'élégante, ayant de la grâce sans fadeur, du naturel sans prosaïsme. Le style dans lequel il a traité la figure et le choix du violon au lieu de la lyre démontrent qu'il n'a pas voulu pasticher l'art grec, mais réaliser une œuvre d'inspiration moderne.

## Résultats

### Ordre de Léopold
En vertu de l'arrêté royal du 7 février 1879, François Stroobant (peintre à Bruxelles) devient officier de l'ordre de Léopold. 
En vertu du même arrêté royal, douze artistes deviennent chevaliers de l'ordre de Léopold : Eugène Delaplanche (sculpteur à Paris), Joseph Demannez (graveur à Bruxelles), Paul De Vigne (sculpteur à Bruxelles), Willem Geets (peintre à Malines), Karl Gussow (peintre à Bruxelles), Édouard Huberti (peintre à Bruxelles), Égide Mélot (sculpteur à Bruxelles), Hendrik Willem Mesdag (peintre à La Haye), Robert Mols (peintre à Anvers), François Musin (peintre à Bruxelles), Charles Soubre (peintre à Liège) et Jan Verhas (peintre à Bruxelles).

### Médailles d'or
Sur proposition du jury des récompenses au gouvernement, seize médailles d'or, sont décernées, en vertu de l'arrêté royal du 26 septembre 1878, aux artistes suivants : 
- neuf pour la peinture : Václav Brožík (à Paris), Hendrik Willem Mesdag (à La Haye), Karel Ooms (à Anvers), Jan Verhas (à Bruxelles), Jan Van Beers (à Anvers), Émile Delperée (à Liège), Édouard Huberti (à Bruxelles), Arthur Bouvier  (à Bruxelles) et Edmond De Pratere (à Bruxelles) ;
- quatre pour la sculpture : Eugène Delaplanche (à Paris), Georges Geefs (à Anvers), Jean Cuypers (à Louvain) et Albert Desenfans (à Bruxelles) ;
- deux pour la gravure : Gustav Eilers (à Berlin) et Auguste Danse (à Mons) ;
- une pour l'architecture : Jean Baes (à Bruxelles).

### Catalogue
- Catalogue, Exposition générale des Beaux-Arts de 1878, catalogue explicatif, Bruxelles, Adolphe Mertens, 1878, 205 p..